# Öndörchaan
Öndörchaan, även kallad Undurkhaan, är huvudstad i provinsen Chentij i östra Mongoliet. Staden är belägen 290 km öster om landets huvudstad Ulan Bator och har cirka 15 000 invånare.
Staden är känd som den plats där den kinesiske ledaren Lin Biaos flygplan skall ha havererat 13 september 1971 på från ett kuppförsök mot Mao Zedong.